# Une jeune fille (film, 2013)
Pour les articles homonymes, voir Une jeune fille.
Pour plus de détails, voir Fiche technique et Distribution.
Une jeune fille est un film dramatique québécois réalisé par Catherine Martin sorti en 2013.

## Synopsis
À la mort de sa mère, Chantal, une adolescente réservée, quitte son milieu familial pour se rendre en Gaspésie, lieu où sa mère fut autrefois heureuse. Après avoir erré plusieurs jours, elle trouve refuge à la ferme de Serge, un agriculteur taciturne, qui lui donne du travail. Peu à peu, ces deux êtres solitaires s'attachent l’un à l’autre, alors que Serge doit affronter sa sœur Laura qui veut se départir de la ferme sous le prétexte qu'elle ne rapporte plus assez.

## Fiche technique
Source : IMDb et Films du Québec
- Titre original : Une jeune fille
- Réalisation : Catherine Martin
- Scénario : Catherine Martin
- Musique : Robert Marcel Lepage
- Direction artistique : Caroline Alder
- Costumes : Caroline Poirier
- Maquillage : Béatrix Serra
- Coiffure : Daniel Jacob
- Photographie : Mathieu Laverdière
- Son : Marcel Chouinard, Simon Gervais, Stéphane Bergeron
- Montage : Nathalie Lamoureux
- Production : François Delisle
- Sociétés de production : Coop Vidéo de Montréal
Films 53/12
- Société de distribution : K-Films Amérique
- Budget : 2,2 millions $ CA
- Pays de production :  Canada
- Tournage : 29 jours à Montréal et en Gaspésie en octobre-novembre 2012
- Langue originale : français
- Format : couleur
- Genre : drame
- Durée : 85 minutes
- Dates de sortie :
  - Canada : 7 septembre 2013 (première au Festival international du film de Toronto 2013)
  - Canada : 4 octobre 2013 (sortie en salle au Québec)
  - Canada : 10 décembre 2013 (DVD)
  - France : 16 mars 2014 (Festival international de films de femmes de Créteil)
- Classification :
  - Québec : Visa général[2]

## Distribution
- Ariane Legault : Chantal
- Sébastien Ricard : Serge
- Marie-Ève Bertrand : Laura
- Jean-Marc Dalpé : Ernest
- Hélène Florent : mère de Chantal
- Hugues Frenette : père de Chantal
- Marie-Hélène Montpetit : patronne du casse-croûte
- Robert Simms : chauffeur d'autocar
- Mia Audet-Jorbidon : enfant de Laura
- Tristan Audet-Jorbidon : enfant de Laura
- Gaston Caron : vendeur de chaussures

## Autour du film
Une jeune fille est le cinquième long-métrage réalisé par Catherine Martin.  Elle y traite à nouveau de certains thèmes qu'elle avait abordés précédemment comme la solitude (Dans les villes) et le deuil (Trois temps après la mort d'Anna).  Le film évoque également l'abandon d'exploitations agricoles ancestrales, une thématique au cœur du long-métrage Le Démantèlement, de Sébastien Pilote, dont la sortie suit de peu celle de Une jeune fille.
Le rôle-titre est joué par Ariane Legault, qui est alors âgée de quinze ans, mais n'en est pas à sa première expérience au cinéma.  Elle avait déjà tenu un rôle important dans Pour l'amour de Dieu, un film de Micheline Lanctôt sorti en 2010.  Dans la distribution, on retrouve aussi Marie-Ève Bertrand, qui incarnait le personnage central du premier long-métrage de Catherine Martin, Mariages.
Le tournage a lieu sur la Rive-Sud de Montréal et en Gaspésie durant l'automne 2012. Le film est présenté en première mondiale au Festival de Toronto en septembre 2013. 

## Accueil critique
Au Québec, l'accueil critique est nettement favorable.  Ainsi, Marc-André Lussier, du journal La Presse, estime qu'il s'agit du plus beau film de Catherine Martin et inclut Une jeune fille dans sa liste des dix meilleurs films de l'année 2013.  Pour Éric Moreault, du  journal Le Soleil, Catherine Martin propose « un vrai film d’auteure, un peu plus exigeant dans sa forme et son rythme, mais qui pose un regard tendre sur deux êtres solitaires ».  Enfin, selon Jean-Philippe Desrochers, de la revue Séquences, « Une jeune fille est un film contemplatif au sens fort du terme. Il s’inscrit parfaitement dans la continuité du travail de Catherine Martin ».  

## Récompenses et distinctions
Une jeune fille a remporté le Prix du jury au Festival de cinéma de la ville de Québec et le prix spécial du jury au Festival du film canadien de Dieppe.